# Privremeni rad
Privremeni rad ili privremeno zaposlenje odnosi se na situaciju zaposlenja u kojoj je radni aranžman ograničen na određeni vremenski period na osnovu potreba organizacije poslodavca. Zaposleni na određeno vreme se ponekad nazivaju „ugovorni“, „sezonski“, „privremeni“, „povremeni radnici“, „frilanseri“. U nekim slučajevima, privremeni, visoko kvalifikovani profesionalci (naročito u oblastima belog ovratnika, kao što su ljudski resursi, istraživanje i razvoj, inženjering i računovodstvo) sebe nazivaju konsultantima. Pozicije na izvršnom nivou (npr. izvršni direktor, CIO, finansijski direktor, CMO, CSO) se sve više popunjavaju privremenim rukovodiocima ili frakcionim rukovodiocima.
Radnici na određeno vreme mogu raditi sa punim ili skraćenim radnim vremenom u zavisnosti od pojedinačne situacije. U nekim slučajevima, radnici na određeno vreme dobijaju beneficije (kao što je zdravstveno osiguranje), ali obično se beneficije daju samo stalnim zaposlenima kao mera smanjenja troškova od strane poslodavca kako bi se uštedelo. Ne nalaze svi zaposleni na određeno vreme posao preko agencije za privremeno zapošljavanje. Sa usponom interneta i ekonomije privremenog rada (tržište rada koje karakteriše preovladavanje kratkoročnih ugovora ili slobodnih poslova za razliku od stalnih poslova), mnogi radnici sada nalaze kratkoročne poslove preko slobodnih tržišta: situacija koja nastaje u kao globalno tržište za rad.

## Literatura
- Hatton, Erin (2011). The Temp Economy: From Kelly Girls to Permatemps in Postwar America. Temple University Press. ISBN 978-1-4399-0081-9.
- Hyman, Louis (2018). Temp: How American Work, American Business, and the American Dream Became Temporary. Viking. ISBN 978-0735224070.
- Peck, J.; Theodore, N. (2002). „Temped out? Industry rhetoric, labor regulation and economic restructuring in the temporary staffing business”. Economic & Industrial Democracy. 23 (2): 143—175. S2CID 153525861. doi:10.1177/0143831X02232002.
- Vosko, L. F. (2000). Temporary Work: The Gendered Rise of a Precarious Employment Relationship. Toronto: University of Toronto Press. ISBN 9781442680432.